# Li Leilei
Dans ce nom chinois, le nom de famille, Li, précède le nom personnel.
Li Leilei, né le 27 juin 1977, est un footballeur international chinois.

## Carrière
Li Leilei évolue au poste de gardien de but. Il joue successivement dans les équipes suivantes : Bayi Football club , Shenzhen Ruby et Shandong Luneng Taishan.
Il compte 23 sélections en équipe de Chine entre 2005 et 2007, avec laquelle il dispute notamment la coupe d'Asie des nations 2007.